# Fed Cup 2014 – zóna Asie a Oceánie
Zóna Asie a Oceánie Fed Cupu 2014 byla jednou ze tří zón soutěže, kterých se účastnily státy ležící v daných regionech, v tomto případě týmy ze států nacházejících se na asijském kontinentu a v Oceánii. Do soutěže zóny Asie a Oceánie nastoupilo 20 družstev, z toho sedm účastníků hrálo v 1. skupině a dalších třináct pak ve 2. skupině. Součástí herního plánu byla také baráž.

## 1. skupina
- Místo konání: Národní tenisové centrum, Astana, Kazachstán (hala, tvrdý)
- Datum: v týdnu od 3. února 2014
- Formát: Sedm týmů bylo rozděleno do dvou bloků A a B, z nichž první měl tři a druhý čtyři účastníky. Vítězové obou bloků se utkali v zápase o postup do baráže o Světovou skupinu II pro rok 2015. Poslední družstva bloků sehrála zápas o udržení. Poražený pak sestoupil do 2. skupiny zóny Asie a Oceánie pro rok 2015.

### Bloky
|    | Blok A           | KAZ | INA | THA |
| 1. | Kazachstán (1–1) |     | 3–0 | 1–2 |
| 2. | Indonésie (0–2)  | 0–3 |     | 0–3 |
| 3. | Thajsko (2–0)    | 2–1 | 3–0 |     |

|    | Blok B            | CHN | UZB | KOR | TPE |
| 1. | Čína (2–1)        |     | 1–2 | 3–0 | 3–0 |
| 2. | Uzbekistán (3–0)  | 2–1 |     | 2–0 | 3–0 |
| 3. | Jižní Korea (1–2) | 0–3 | 0–2 |     | 3–0 |
| 4. | Tchaj-wan (0–3)   | 0–3 | 0–3 | 0–3 |     |

### Baráž
| Pořadí      | první tým   | výsledek | druhý tým   |
| ----------- | ----------- | -------- | ----------- |
| Postup      | Thajsko     | 2–1      | Uzbekistán  |
| 3.–4. místo | Kazachstán  | 2–0      | Čína        |
| 5. místo    | bez soupeře | –        | Jižní Korea |
| Sestup      | Indonésie   | 0–2      | Tchaj-wan   |

Výsledek
- Thajsko postoupilo do baráže o účast ve Světové skupině II pro rok 2015,
- Indonésie sestoupila do 2. skupiny zóny Asie a Oceánie pro rok 2015.

## 2. skupina
- Místo konání: Národní tenisové centrum, Astana, Kazachstán (hala, tvrdý)
- Datum: v týdnu od 3. února 2014
- Formát: Třináct týmů bylo rozděleno do čtyř bloků A, B, C a B. První tři bloky měly tři členy a poslední z nich čtyři účastníky. Vítězové bloků se utkali ve vyřazovacím systému pavouku – semifinále a finále, o jediné postupové místo do 1. skupiny zóny Asie a Oceánie pro rok 2015. Družstva na dalších pozicích sehrála vyřazovacím systémem zápasy o konečné umístění.

### Bloky
|    | Blok A         | HKG | MAS | VIE |
| 1. | Hongkong (2–0) |     | 3–0 | 3–0 |
| 2. | Malajsie (1–1) | 0–3 |     | 2–1 |
| 3. | Vietnam (0–2)  | 0–3 | 1–2 |     |

|    | Blok B          | PHI | SIN | SRI |
| 1. | Filipíny (2–0)  |     | 3–0 | 3–0 |
| 2. | Singapur (1–1)  | 0–3 |     | 2–1 |
| 3. | Srí Lanka (0–2) | 0–3 | 1–2 |     |

|    | Blok C             | TKM | KGZ | IRQ |
| 1. | Turkmenistán (2–0) |     | 3–0 | 2–1 |
| 2. | Kyrgyzstán (1–1)   | 0–3 |     | 2–1 |
| 3. | Irák (0–2)         | 1–2 | 1–2 |     |

|    | Blok D            | IND | IRI | NZL | PAK |
| 1. | Indie (3–0)       |     | 3–0 | 2–1 | 3–0 |
| 2. | Írán (1–2)        | 0–3 |     | 0–3 | 2–1 |
| 3. | Nový Zéland (2–1) | 1–2 | 3–0 |     | 3–0 |
| 4. | Pákistán (0–3)    | 0–3 | 1–2 | 0–3 |     |

### Utkání o 1.–4. místo
|  | Semifinále 7. února | Semifinále 7. února | Semifinále 7. února |  |  | Finále o postup 8. února | Finále o postup 8. února | Finále o postup 8. února |
|  |                     |                     |                     |  |  |                          |                          |                          |
|  | A                   | Hongkong            | 2                   |  |  |                          |                          |                          |
|  | D                   | Indie               | 1                   |  |  |                          |                          |                          |
|  |                     |                     |                     |  |  | A                        | Hongkong                 | 2                        |
|  |                     |                     |                     |  |  | B                        | Filipíny                 | 1                        |
|  | B                   | Filipíny            | 3                   |  |  |                          |                          |                          |
|  | C                   | Turkmenistán        | 0                   |  |  |                          |                          |                          |

### Utkání o 5.–8. místo
|  | Semifinále 7. února | Semifinále 7. února | Semifinále 7. února |  |  | utkání o 5. místo nehráno | utkání o 5. místo nehráno | utkání o 5. místo nehráno |
|  |                     |                     |                     |  |  |                           |                           |                           |
|  | A                   | Malajsie            | 0                   |  |  |                           |                           |                           |
|  | D                   | Nový Zéland         | 3                   |  |  |                           |                           |                           |
|  |                     |                     |                     |  |  | D                         | Nový Zéland               |                           |
|  |                     |                     |                     |  |  | B                         | Singapur                  |                           |
|  | B                   | Singapur            | 2                   |  |  |                           |                           |                           |
|  | C                   | Kyrgyzstán          | 1                   |  |  |                           |                           |                           |

### Utkání o 9.–12. místo
|  | Semifinále 7. února | Semifinále 7. února | Semifinále 7. února |  |  | utkání o 9. místo nehráno | utkání o 9. místo nehráno | utkání o 9. místo nehráno |
|  |                     |                     |                     |  |  |                           |                           |                           |
|  | A                   | Vietnam             | 3                   |  |  |                           |                           |                           |
|  | D                   | Írán                | 0                   |  |  |                           |                           |                           |
|  |                     |                     |                     |  |  | A                         | Vietnam                   |                           |
|  |                     |                     |                     |  |  | B                         | Srí Lanka                 |                           |
|  | B                   | Srí Lanka           | 3                   |  |  |                           |                           |                           |
|  | C                   | Irák                | 0                   |  |  |                           |                           |                           |

### Konečné pořadí
| Pořadí    | Týmy         |
| Postup    | Hongkong     |
| 2. místo  | Filipíny     |
| 3. místo  | Turkmenistán |
| 3. místo  | Indie        |
| 5. místo  | Nový Zéland  |
| 5. místo  | Singapur     |
| 7. místo  | Kyrgyzstán   |
| 7. místo  | Malajsie     |
| 9. místo  | Vietnam      |
| 9. místo  | Srí Lanka    |
| 11. místo | Írán         |
| 11. místo | Irák         |
| 13. místo | Pákistán     |

Výsledek
- Hongkong postoupil do 1. skupiny zóny Asie a Oceánie pro rok 2015